# Lago Bustach
Il lago Bustach (in russo озеро Бустах?; in lingua sacha: Буустаах) è un lago termocarsico d'acqua dolce della Russia siberiana orientale. Situato all'interno del Circolo polare artico, appartiene al bacino del mare di Laptev. Si trova nell'Ust'-Janskij ulus della Repubblica Autonoma della Sacha-Jacuzia.

## Descrizione
Il Bustach si trova nella parte settentrionale del Bassopiano della Jana e dell'Indigirka, a 12 km dallo stretto di Laptev, a sud-est di Capo Svjatoj Nos. Esteso per 249 km², è il secondo lago della Jakuzia. Le sue misure sono 22 km di lunghezza per 14 km di larghezza. Le coste meridionali e settentrionali sono ripide e fortemente frastagliate.
La parte occidentale del Bustach è collegata al lago Tonkaj-Kjuël', che a sua volta è l'origine del fiume Suruktach, che sfocia nel golfo dell'Ėbeljach (mare di Laptev). Immissari, sul lato orientale, sono i fiumi Archip-Jurjage e Bustach-Diring-Jurjue. Il lago è coperto dal ghiaccio da settembre a giugno.

## Fauna
Il lago è ricco di pesce, vi sono taimen, Brachymystax lenox e coregoni (Coregonus muksun, Coregonus albula).